# مرتضی مختاروف

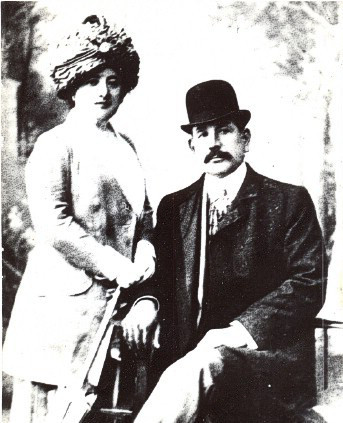
مرتضی مختاروف با همسرش

مرتضی مختاروف (ترکی آذربایجانی: Murtuza Muxtarov) صنعت‌گر، کارفرما و خیر اهل آذربایجان، و همچنین حامی مالی ساخت کاخ سعادت در باکو و مسجد مختاروف در ولادی‌قفقاز بود.

## زندگی‌نامه
مرتضی مختاروف در سال ۱۸۵۷، در خانواده ای فقیر در روستای امیرجان باکو تولد یافت. در عنفوان کودکی‌اش، به همراه «بالا احمد»، برادر خود، در زمینه انتقال محموله‌ها از باکو به تفلیس کار می‌کرد. در سال ۱۸۷۴، بعد از فروختن خودروی خود، شروع به کار در معادنی اطراف ده‌های «زابرات» و بالاخانی نمود. سپس یک کارفرما به اسم «مارتوف» به توانایی و عزم راسخ مختاروف پی برد و شیوه‌های استفاده از تجهیزات حفاری را به او یاد داد. بدین ترتیب در مدت نه جندان دور مختاروف به عنوان سرکارگر تعیین شد. پس از مدتی، «مارتوف» دکل حفاری کارگاه معدن را به او فروخت. مختاروف برخی تغییراتی در دستگاه‌هایی که خریده بود، انجام داد. در آن زمان همه مردم روستای امیرجان با جمع‌آوری پول به او کمک می‌کردند. در آن بازه زمانی، به دلیل فداکاری‌هایش نام او بین مردم روستای یادشده زبانزد شد. در آن زمان، او دانش‌های فنی بیشتری مرتبط با نیازهای قرن خود از مهندسان معادن خویش یادگرفت.
مرتضی مختاروف همانند سایر میلیونرهای نفتی ابتدا کارگری کرده و به زحمت میلیونر شد. وی در پی مدت طولانی اشتغال به عنوان گچ کار، با بهره‌مندی از چرخ دستی شروع به ترابری نفت و بعد بستن قراردادهای نفتی کوچک و حفاری چاه‌های نفت در باکو و دیگر شهرهای امپراتوری روسیه نظیر مایکوپ و گروزنی کرد.
هرچند که در خانواده‌ای تنگ‌دست به دنیا آمده بود و به موجب آن نتوانسته بود تحصیل بگیرد، مختاروف توانست به یک مهندس ماهر و خودآموخته و نیز کارشناس حفاری چاه نفت تبدیل شود. با اتکا بر تجربیات فراوان، پشت‌کار و زیرکی‌اش، اقدام به راه اندازی شرکت نفتی دو قسمته خود کرد، که بعداً با پرسنلی بالای ۲۵۰۰ نفر علاوه بر فعالیت در زمینه تولید ماشین آلات برای برج‌های چاه کنی، در عرصه حفاری چاه‌های نفت جدید نیز فعال بود.

## نیکوکاری
مرتضی مختاروف از خیران سرشناس زمان خود بود. از جمله طرح‌های ساختمانی که با حمایت مالی کامل او انجام گرفته‌است می‌توان یک مسجد و مدرسه در روستای امیرجان، ۱۷ بنا در آب‌شوران، گنبدی روی قبر آخوند «میرزا ابوتوراب» در «پیرحسن» (مردکان، باکو)، مسجدی در ولادی‌قفقاز برشمرد. مسجد امیرجان با منارههایش که از دو بالکن و تزئینات زیبایی برخوردارند، با ارتفاعی ۴۶ متر بسیار چشم نواز است. مسجد امیرجان به لحاظ کاربرد معماری اش نه تنها از مساجد واقع در باکو و حومه‌های آن، بلکه از تمام مساجد کشور آذربایجان متمایز به چشم می‌خورد. با وجود اینکه بسیاری از مساجد آذربایجان در دوره شوروی سابق تخریب یا به موزه و انبار دگرگونی یافتند، اما مسجد فوق‌الذکر تا کنون به‌طور دست نخورده پابرجا ست.
مرتضی مختاروف همزمان با اینکه سکانداری «مکتب رئالنی باکو» و مدرسه زنانه «تمیرخان- شورا» را به عهده داشت، عضو انجمن تبلیغ سوادآموزی و علم بین انسانان کوه‌نشین نیز بود. وی همچنین عضو انجمن خیریه مسلمانان سن پترزبورگ و بنیانگذار ۴۰ بورس تحصیلی برای دانشجویان دانشگاه‌ها و هنرستانها بود.
تعداد زیادی از ساختمانهای موجود در باکو و اطراف آن، چند شهر روسیه و برخی کشورهای اروپایی با تخصیص هزینه او بنا شده‌اند. مختاروف تقریباً در تمامی بنیادهای خیریه عضویت فعالانه ای داشت و به آنها کمک‌های مالی ارائه می‌داد. او همراه با همسرش، خانم «لیزا»، که خود وی نیز به نیکوکاریاش شهرت داشت، یک مدرسه شبانه‌روزی برای دختران یتیم و خانوارهای فقیر راه‌اندازی نمود.